# Jours tranquilles à Clichy (film, 1970)
Pour les articles homonymes, voir Jours tranquilles à Clichy (homonymie).
Pour plus de détails, voir Fiche technique et Distribution.
Jours tranquilles à Clichy (Stille dage i Clichy) est une comédie érotique danoise de Jens Jørgen Thorsen sortie en 1970. Il s'agit d'une adaptation du roman homonyme d'Henry Miller, Jours tranquilles à Clichy, écrit en 1940 et publié en 1956.

## Fiche technique
Sauf indication contraire, les informations mentionnées dans cette section peuvent être confirmées par la base de données cinématographiques IMDb,  présente dans la section « Liens externes ».
- Titre original : Stille dage i Clichy
- Titre français : Jours tranquilles à Clichy[1]
- Réalisation : Jens Jørgen Thorsen
- Scénario : Jens Jørgen Thorsen d'après le roman homonyme d'Henry Miller
- Photographie : Jesper Høm
- Montage : Anker Sørensen
- Musique : Lasse Lunderskov, Country Joe McDonald, Andy Sundstrøm, Ben Webster
- Costumes : Helene Tuxen
- Producteurs : Klaus Pagh, Henrik Sandberg
- Société de production : Dans-Svensk SBA
- Format : noir et blanc - 1,66:1 - Son mono - 35 mm
- Pays de production :  Danemark
- Langue de tournage : anglais, français
- Genre : Comédie érotique
- Durée : 96 minutes (1h36)[2]
- Dates de sortie : 
  - Danemark : 1er juin 1970
  - France : 24 février 1971
- Mention
  - Danemark : Interdit aux moins de 15 ans[2]

## Distribution
- Paul Valjean : Joey
- Wayne Rodda : Carl
- Louise White : la surréaliste
- Ulla Bülow Lemvigh-Müller Koppel (da) : Nys
- Lisbet Lundquist (da) : Jeanne
- Elsebeth Reingaard (da) : Colette
- Olaf Ussing (da) : le tuteur de Colette / le taulier du „Café Judenfrei“
- Noemie Roos : la mère de Colette
- Ben Webster : Ben Webster
- Petronella : Adrienne
- Avi Sagild (da) : Mara
- Susanne Krage : Christine
- Anne Kehler : Corinne
- Françoise Hesselmann : la fille dans la baignoire
- Maj Wechselmann : la fille à côté de la baignoire
- Jens Jørgen Thorsen : l'homme qui tombe par-dessus la passerelle
- Klaus Pagh (da) : un fêtard
- Gitte Reingaard (de) : une fêtarde
- Maria Stenz (da) : une fêtarde